# 日本ヘレンケラー財団
日本ヘレンケラー財団は、社会事業家ヘレン・ケラーの2度目の来日を記念して設立され、障害者支援事業をおこなっている社会福祉法人である。

## 沿革
毎日新聞社の招聘により、1948年8月ヘレン・ケラーが2度目の来日。このときの募金や事業収益を元に、1950年5月29日財団法人西日本ヘレンケラー財団設立認可。1952年5月27日、社会福祉法人に組織変更。1966年6月、現在の名称に改称。1979年11月、法人本部を大阪市北区堂島の毎日新聞大阪社会事業団内から現在地に移転。